# Ernest John Moeran

Ernest John Moeran (Heston, 31 december 1894 – Kenmare, 1 december 1950) was een Engelse componist van Ierse afkomst.

## Jeugd en vorming
Moeran werd geboren in het westen van Londen, maar verhuisde al spoedig naar Bacton in Norfolk, het graafschap waar zijn moeder Esther vandaan kwam. Vader Moeran, Ier van geboorte, werd er Anglicaans geestelijke. In Norfolk kwam hij in contact met vissers en boeren die volksliedjes zongen, waarvan hij diep onder de indruk raakte. Jack, zoals hij doorgaans werd genoemd, leerde op jonge leeftijd zowel piano als viool spelen. De middelbare school bezocht hij in Uppingham, graafschap Rutland. Hier ontstonden zijn eerste composities, werken die hij later heeft vernietigd.
Aansluitend studeerde hij vanaf 1913 muziek aan het Royal College of Music in Londen. Hier werd Charles Villiers Stanford zijn compositieleraar.
De studie werd onderbroken door het uitbreken van de Eerste Wereldoorlog. Moeran nam dienst en kwam bij het zesde motorrijders bataljon van het Norfolk Regiment. Hij werd naar Frankrijk uitgezonden. In 1917 liep hij ernstig hoofdletsel op. Granaatscherven drongen zijn schedel in en slechts een deel kon worden verwijderd. Hij zou de rest van zijn leven last van de verwonding houden.
Terug in Engeland was hij korte tijd leraar in Uppingham. In 1920 echter hervatte hij zijn studies aan het Royal College, nu met John Ireland als belangrijkste docent. 

## Volksliederen
Al tijdens zijn studie was hij begonnen met het verzamelen van volksliedjes. Hij ging er, na het behalen van zijn diploma, mee verder. In 1921 ontmoette hij in Stalham (Norfolk) de oude Bob Miller, die een schat aan liederen kende, die Moeran gretig noteerde. Miller introduceerde hem bij andere zangers van traditionele muziek, onder wie Harry Cox. Daarnaast noteerde hij in pubs de liederen die daar toen nog regelmatig gezongen werden. Hij bouwde zo een verzameling van meer dan tweehonderd verschillende melodieën op, waaruit hij tot zijn dood inspiratie zou putten. De meeste van deze volksliedjes zijn afkomstig uit Norfolk, maar hij bezocht ook andere delen van de Britse eilanden en noteerde ook daar melodieën. Een aantal composities is rechtstreeks terug te voeren op deze verzameling, zoals de Six folksongs from Norfolk, Six Suffolk folksongs en Songs from County Kerry.

### Eerste stijlperiode
Onder invloed van Ireland was hij rond 1920 een productief componist geworden van pianomuziek. Zijn eerste stukken werden geïnspireerd door het landschap (the Lake Island of Stalham river), maar hij probeerde ook abstractere vormen, zoals de Toccata en zijn langste pianowerk Theme and Variations.
Na het voltooien van zijn studie richtte Moeran zich op andere vormen. Afgezien van Two pieces uit 1933 zou hij geen pianomuziek meer schrijven.
Het orkest had hem gegrepen. Zijn eerste orkeststuk van naam werd In the Mountain Country (1924), dat hij opdroeg aan de componist en dirigent Sir Hamilton Harty. Harty voerde het stuk uit en was zo enthousiast over Moeran, dat hij een symfonie bij de jonge componist bestelde. Nog in datzelfde jaar componeerde Moeran een eerste orkestrapsodie.
In 1925 vestigde hij zich in Eynsford, in het graafschap Kent. Hier deelde hij een huis met de componist en schrijver over muziek Philip Heseltine, beter bekend onder zijn pseudoniem Peter Warlock en de schilder Hal Collins. Hoewel het in sociaal opzicht een vruchtbare periode was, zorgden het onregelmatige leven en het forse drankgebruik ervoor dat Moeran, die slechts langzaam zijn muziek vorm kon geven, weinig nieuws schreef. Aan deze periode hield hij een levenslang alcoholprobleem over.
Pas na het verlaten van de gemeenschappelijke huishouding bleek dat deze periode toch vruchtbaar was geweest. De symfonie was zo goed als klaar, terwijl in korte tijd werken verschenen als de Sonate voor twee violen, het Strijktrio en de cyclus Songs of Springtime voor koor. 

### Tweede stijlperiode
Na de dood van Heseltine versoberde Moerans stijl. Vanaf deze tijd oriënteerde hij zich ook steeds meer op Ierland, het geboorteland van zijn vader. Zoals zijn collega Arnold Bax later schreef: During his first thirty years he was an Englishman ... whilst for the remainder of his days he was almost exclusively Irish.
Het werk aan de symfonie was blijven liggen. Onduidelijk is waarom Moeran het stuk niet voltooide. Pas in 1934 pakte hij het werk weer op; drie jaar later klonk de eerste uitvoering. De symfonie behoort tot de meest originele van het Engeland van de jaren dertig. Naast volksliedinvloeden en inspiratie vanuit het landschap, klinken er ook echo's van Stravinsky in door. De symfonie werd al in 1942 op de plaat gezet.
Andere werken uit deze periode zijn het Vioolconcert (1942), Phyllida and Corydon voor koor, Nocturn voor bariton, koor en orkest en de derde rapsodie.
Een Serenade in G majeur is een bewerking van een stuk uit de jaren twintig en sluit aan bij de volksmuziek die hij verzamelde en stamt uit eenzelfde inspiratie als Warlocks bekende Capriol Suite.

### Derde stijlperiode
In 1943 ontmoette hij de celliste Peers Coetmore, met wie hij in 1945 trouwde. Het huwelijk zou ongelukkig blijken. Twee onafhankelijke karakters botsten en het feit dat Coetmore regelmatig lange tijd van huis was voor concerten en tournees bevorderde het contact tussen de twee niet.
In de aanloop naar het huwelijk ontstond het Celloconcert (1945), dat een typerend voorbeeld is van Moerans gerijpte derde stijlperiode. Ook in de Sinfonietta sloeg de componist een meer moderne weg in. Een tweede symfonie bleef onvoltooid. Moeran overleed tijdens een wandeling op de pier in Kenmare. Hij viel en verdronk. Moeran werd in Kenmare begraven.

## Waardering
Tijdens zijn leven had Moeran niet te klagen over waardering. Zijn muziek werd regelmatig uitgevoerd en al in 1925 verscheen een grammofoonplaat met twee van zijn liederen. Ook het strijktrio en de symfonie werden nog tijdens zijn leven op de plaat gezet. Dirigenten als Sir Hamilton Harty, Sir Thomas Beecham en Sir Adrian Boult zetten zich in voor zijn composities, terwijl zangers als Heddle Nash en John Goss en instrumentalisten als Jean Pougnet, Albert Sammons, Campoli en Anthony Pini zijn muziek op hun repertoire namen.
Na Moerans dood werd het stil rond de componist. In de tweede helft van de jaren vijftig werd zijn muziek als ouderwets beschouwd. 
Terwijl voor de symfonie nog enige belangstelling bleef, duurde het tot het midden van de jaren tachtig voor de belangstelling voor de overige muziek van Moeran herleefde. Vooral de dirigent Vernon Handley heeft veel van Moerans orkestmuziek op cd gezet, terwijl er intussen ook cd's zijn met de vocale, kamer- en pianomuziek.